# Thyatirodes godalma
Thyatirodes godalma är en fjärilsart som beskrevs av William Schaus 1904. Thyatirodes godalma ingår i släktet Thyatirodes och familjen nattflyn. Inga underarter finns listade i Catalogue of Life.